# Bitva o Wesnoth
Bitva o Wesnoth (anglicky Battle for Wesnoth) je otevřená počítačová hra typu multiplatformní tahové fantasy strategie. Je nabízena jako svobodný software pod licencí GNU GPL. Hra má jednoduchý vzhled a je snadno pochopitelná pro začátečníky.

## Popis hry

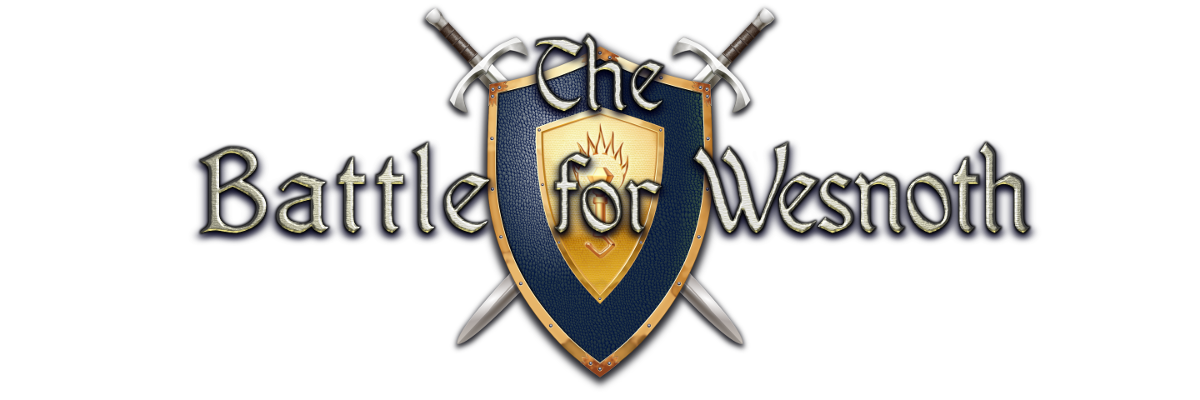
Logo hry

Při hře pro jednoho hráče lze projít patnácti taženími, která jsou obsažena ve hře samotné. Hra disponuje poměrně silnou umělou inteligencí. Ke hře je možno na internetu nalézt řadu dalších tažení přímo v prostředí hry, také je možno vytvořit si vlastní tažení pomocí editoru map.
Armádu tvoří rozmanité jednotky – pěchota, lučištníci, jezdectvo, mágové, hrdinové a další. Každá z nich má své unikátní vlastnosti; hra používá jednoduchý RPG systém, v němž jednotky během boje získávají zkušenosti. Rychlost a bojeschopnost je ovlivněna i terénem a denní dobou. Jedinou surovinou je zlato, které dodávají obsazené vesnice.

### Jednotky

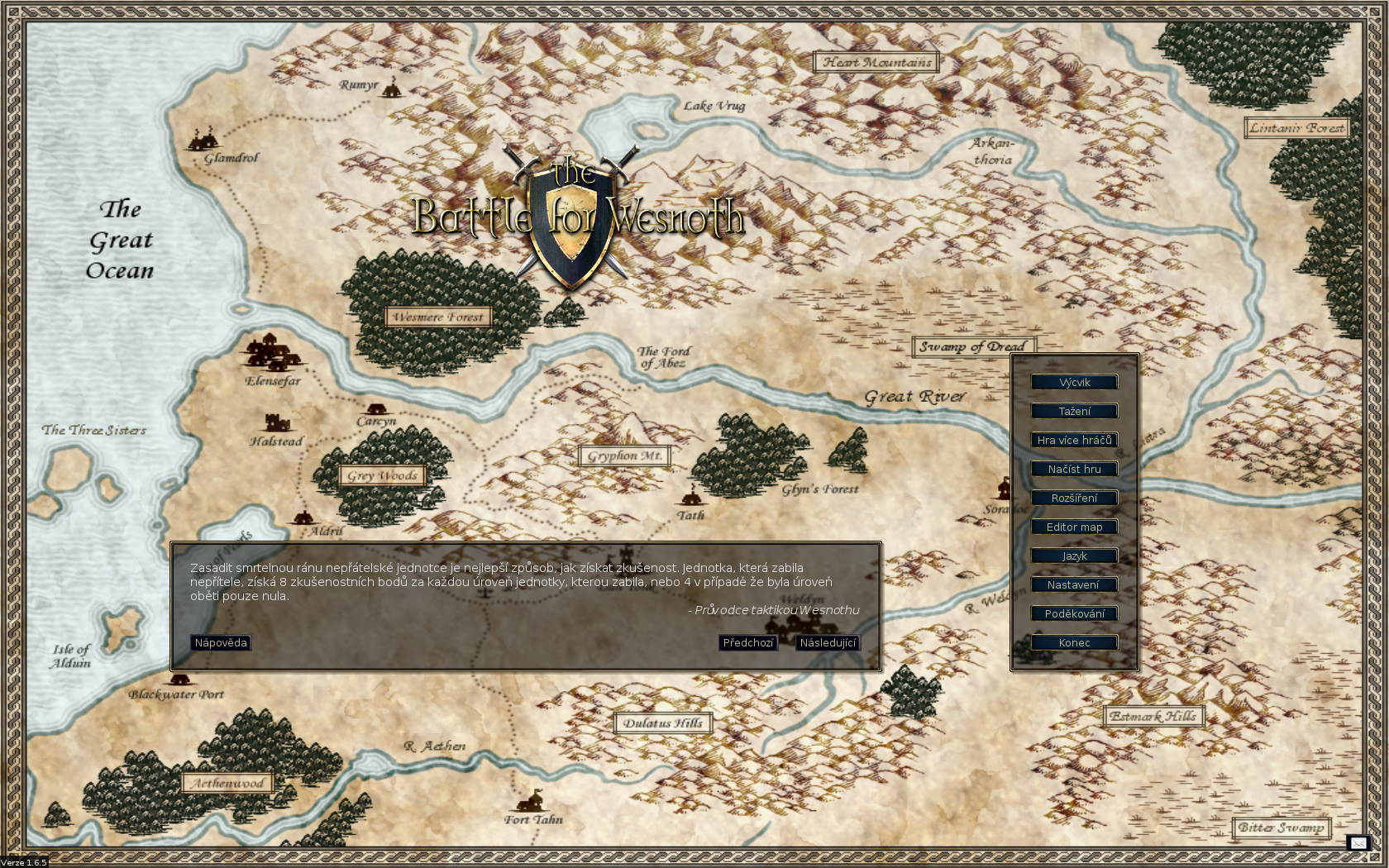
Úvodní obrazovka (cs, 1.6.5)

Bitva o Wesnoth (základní verze) obsahuje přes 200 jednotek dělících se do různých úrovní. Většina jednotek má 3 úrovně. Jednotka postoupí na další úroveň, dosáhne-li určitého počtu zkušeností, které získává bojem. Při boji s jednotkou dostane tolik zkušeností, kolikátá je její úroveň, ovšem při zabití jednotky dostává zkušenosti v násobcích osmičky – při zabití jednotky na úrovni 0 to jsou 4 zkušenosti, při úrovni 1 8 zkušeností, při úrovni 2 16 zkušeností atd.

#### Vlastnosti jednotek
Každá jednotka dostane během najímání do vínku dvě vlastnosti (řazeno dle typu).
- Nebojácný – imunita vůči nepříznivé denní době
- Věrný – jednotka slouží bez nároku na žold
- Inteligentní – postup na další úroveň už za 80% zkušeností
- Hloupý – postup na další úroveň až za 120% zkušeností (typicky goblini)
- Houževnatý – o čtyři životy více, při každém povýšení navíc ještě jeden
- Zdravý – o jeden život více, při každém povýšení navíc ještě jeden; uzdravení dvou životů za kolo, během nějž jednotka nebojovala; jed působí jen 75% škod (typicky trpaslíci)
- Silný – o jeden bod silnější v boji zblízka; o jeden život více
- Slabý – o jeden bod slabší v boji zblízka; o jeden život méně (typicky goblini)
- Obratný – o jeden bod silnější v boji na dálku
- Rychlý – o jeden pohybový bod navíc; jen 95% životů
- Pomalý – o jeden pohybový bod méně; 105% životů
- Divý – o 10% méně vyhýbání ve vesnicích (typicky netopýři)
- Nemrtví – imunita vůči jedu, vysátí a nákaze (typicky nemrtví)
- Stroje – imunita vůči jedu, vysátí a nákaze (jediná vlastnost strojů)

#### Schopnosti jednotek
Některé jednotky mají i své vlastní speciální schopnosti (jejich účinek závisí na verzi hry), mezi něž patří:
- Léčení – Schopnost vyléčit jednotku, je-li postižena jedem, případně ji vyléčit 8 bodů života.
- Uzdravování – Schopnost na jeden tah pozdržet účinek jedu (pro vyléčení je ale třeba dojít do vesnice nebo k jednotce se schopností léčení) nebo jednotku vyléčit o 4 body života.
- Ošetření – Tato jednotka je schopná buď pozastavit účinky jedu, nebo vyléčit jednotku o 4 životy.
- Přepadení – Jednotka je v lese neviditelná pro nepřítele. Objeví se až ve chvíli, kdy se k ní nepřítel přiblíží na vzdálenost jednoho pole.
- Noční lovec – Jednotka se stává v noci neviditelnou.
- Vytrvalost – Zahájí-li protivník útok, je obranný bonus bránící se jednotky o polovinu vyšší, ovšem na maximum 50%. (typicky trpaslíci).
- Regenerace – Jednotka se dokáže sama uzdravit z jedu nebo vyléčit o 8 životů.
- Průbojnost – Jednotka ignoruje omezení pohybu na polích ohrožených nepřítelem.
- Osvětlení – Jednotka osvětlí pole kolem sebe. Na těchto polích tedy nemůže nastat noc, pouze šero nebo den.
- Velení – Všechny spřátelené jednotky nižší úrovně stojící na vedlejších polích mají bonus k útoku.
- Krmení – Vždy, když zabije nepřítele, zvýší se jeho počet životů o 1, s výjimkou nepřátel odolných vůči nákaze (zpravidla nemrtví).
- Teleportace – Jednotka se umí přemisťovat ze spřátelené vesnice do druhé, za předpokladu, že jsou obě prázdné. (především stříbrný mág)
- Skrývání – Jednotka není ve vesnici vidět. (hlavně uprchlík z frakce Knalgská aliance)

### Boj
Každá jednotka může za jedno kolo zaútočit pouze jednou. Útokům se však za jedno kolo brání pokaždé bez omezení. Boj probíhá většinou prvním úderem útočníka, následně vede útok obránce. Takhle pokračují, dokud nespotřebují všechny své údery (většinou 1 až 5, ale může jich být i více).
Existují 2 typy boje – na blízko a na dálku. Jednotky při konkrétním boji používají vždy stejný typ útoku.
Denní doba může ovlivnit útok jednotek. Denní jednotky mají ve dne +25% poškození, v šeru (rozednívání, stmívání) 0% a v noci -25%. Neutrální jednotky vždy 0%. Noční ve dne -25%, v šeru 0% a v noci +25% poškození.
Hra rozeznává 6 typů útoků – čepel, bodnutí, úder, oheň, chlad a svaté. Každá jednotka má proti různým typům útoků jinou odolnost, ta určuje, jak zraňující útok bude.
Typ pole, na kterém jednotka stojí, ovlivňuje šanci na vyhnutí se útoku. Hlavní typy pole jsou louka, les, písek, kopce, hory, mělká a hluboká voda, vesnice, hrad. Ve hře se však vyskytují i další typy krajiny, které mohou být i neprostupné.

#### Vlastnosti útoků
- Na život a na smrt – Boj probíhá, dokud jedna z jednotek nezemře.
- Zezadu – Pokud při útoku stojí spřátelená jednotka za nepřítelem, má útok dvojnásobné poškození.
- Výpad – Útok jednotky i nepřítele má dvojnásobný účinek (jízda).
- Otrava – Při zásahu je nepřítel otráven jedem. Jed mu ubírá 8 životů za kolo, dokud není jednotka vyléčena nebo její počet životů neklesne na 1.
- Nákaza – Zabije-li útočník jednotku, na jejím místě povstane nová nemrtvá jednotka spřátelená s útočníkem. Nepůsobí na stroje a většinu nemrtvých. (typicky nemrtví)
- Zpomalení – Postižené jednotce ubere pohyblivost o 50% z kroků a 50% úderů na dobu jednoho kola.
- První úder – Jednotka i při obraně útočí první.
- Magické – Útok má vždy minimálně 70% šanci na zásah.
- Vysátí – Dá útočníkovi 50% zdraví, které útokem ubral nepříteli, a to i přes maximální počet zdraví.
- Odstřelovač – Útok má vždy minimálně 60% šanci na zásah, pokud se jednotka nebrání.
- Stone – Útok promění jednotku v kámen.
- Omráčení – Zruší nepřátelskou zónu kontroly.
- Hejno – Počet úderů tohoto útoku klesá, když je jednotka zraněná. Počet úderů procentuálně odpovídá životům jednotky. (typicky monstra)

## Zasazení

### Frakce
V základní verzi hry Battle for Wesnoth jsou tyto frakce:
- Loajalisté (lidé) – lidé věrní panovníkovi
- Nemrtví – oživlé mrtvoly, chodící kostlivci a jejich temní páni
- Odbojní (elfové) – lesní bytosti známé pro své umění s lukem
- Drakonidé (draci) – silní a odolní potomci kdysi mocných draků
- Knalganská aliance (trpaslíci) – aliance trpaslíků a rebelů z řad lidí
- Seveřané (skřeti) – neúprosní a hloupí orkové se slabšími a zbabělými gobliny.

Tyto frakce se dále mohou dělit na další rasy, např. Knalgánská aliance se dělí na Bandity a Trpaslíky.

### Kampaně
Základní

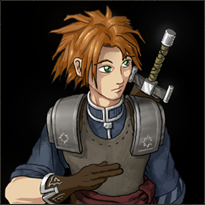
Princ Konrád

- Jižní hlídka: Mladý rytíř Deoran je pověřen převzít velení nad Jižní hlídkou – toto tažení je určeno jako úvodní scénář pro hráče Wesnothu, má za úkol seznámit je se všemi herními prvky.
- Dědic Trůnu: Princ Konrád musí v boji s královnou Ašvírou získat ohnivé žezlo a posléze se zmocnit trůnu.
- Vznik Wesnothu: Princ Haldrik utíká ze svého domova před skřety a plaví se na jím objevený Wesnoth.
- Syn černého oka: Nástupce skřetího velitele Černého Oka brání svůj lid před lidmi a jejich spojenci.
- Ohnivé Žezlo: Příběh o ukování nejmocnějšího wesnothského artefaktu.
- Pod žhnoucími slunci: Kaleh musí vést svůj lid z pouště do nového domova.
- Příběh dvou bratrů: Malá vesnice Maghre je ohrožována temným mágem.
- Skřetí nájezd: Braň elfí les před nájezdy prvních skřetů na Velký kontinent.
- Svoboda: Povstání proti tyranii královny Ašvíry.
- Wesmerská legenda: Příběh elfího lorda Kalenze, největšího hrdiny zaznamenané elfské historie.
- Invaze z východu: Boj armády loajalistů proti nemrtvým.
- Moře mrtvých: Cesta prince mořského lidu za novým domovem
- Thursaganovo kladivo: Cesta trpaslíků divokým Severním krajem při pátrání po legendárním kladivu.
- Pád do Temnoty: Nauč se umění nekromancie, abys ochránil svůj lid!
- Delfadorovy paměti: Wesnoth upadá do chaosu, mladý mág Delfador se vydává zjistit, proč jsou mrtví neklidní. Netuší, že se právě stává hybatelem dějin.
- Přerod Severu: Lid od Trpasličích dveří měl na výběr dvě možnosti: Nadosmrti otročit skřetům, nebo povstat proti svým krutým vládcům.

Uživatelské:
Plně dokončené nebo téměř dokončené kampaně uživatelů. Zde je jich pouze zlomek – existují jich stovky.
- Let ke svobodě (Flight to Freedom) Příběh Malakara a draků z Morogoru v jejich cestě neprozkoumanými zeměmi, kterými se chtějí dostat zpět domů.
- Invaze z neznáma (Invasion from the Unknown): Epický příběh skupiny neohrožených hrdinů, z nichž každý hledá něco jiného, ale cíl mají stejný: Zničit zlého imperátora, ať už to je kdokoliv!

## Vývoj a lokalizace
První vývojovou verzi uvolnil vedoucí programátor David White 18. června 2003. Hra je naprogramovaná v C++ a je multiplatformní. Funguje na systémech AmigaOS 4, BeOS, FreeBSD, Linux, Mac OS X, Microsoft Windows, MorphOS, NetBSD, OpenBSD, RISC OS, iOS, Syllable a Solaris.
Bitva o Wesnoth je snadno lokalizovatelná, kromě angličtiny je přímo součástí instalačního balíčku i 35 překladů do národních jazyků (mezi kterými je i čeština). Český překlad patří mezi jeden z nejkompletnějších vůbec.
Hra je od 2. května 2018 dostupná ve službě Steam.